# Тулупов, Константин Павлович
Константин Павлович Тулупов (14 мая 1917, Ростовский уезд, Ярославская губерния — 22 февраля 1945, Словакия) — командир танка Т-34-85 1-го батальона 36-й гвардейской Нижнеднепровской Краснознамённой орденов Суворова и Кутузова танковой бригады (4-го гвардейского Сталинградского механизированного корпуса, 7-й гвардейской армии, 2-го Украинского фронта), гвардии лейтенант. Герой Советского Союза.

## Биография
Родился 14 мая 1917 года в деревне Кетоши. Окончил неполную среднюю школу в городе Ростов, затем учился в школе фабрично-заводского ученичества при Ярославском паровозоремонтном заводе. Четыре года работал слесарем в паровозосборочном цехе завода.
Весной 1938 года был призван в Красную Армию и направлен в кавалерийскую часть на Кавказе. В 1941 году в составе полка выполнял правительственное задание на территории Ирана. Член ВКП(б) с 1942 года.
В марте 1944 года Тулупов был направлен в Пушкинское танковое училище. Прошёл ускоренный курс подготовки и с октября того же 1944 года воевал в составе 36-й гвардейской танковой бригады. Отличился в боях за город Будапешт и освобождение Чехословакии в феврале 1945 года.
В январе 1945 года в составе бригады танк лейтенанта Тулупова форсировал реку Грон и участвовал в отражении контратак противников на Гронском плацдарме. 17 февраля 1945 года у селения Барт танк гвардии лейтенанта Тулупова принял бой с превосходящим противником. Одиночный танк, который вёл механик-водитель Налимов, умело маневрируя и уклоняясь от вражеских снарядов, уничтожил несколько вражеских танков и бронетранспортёров.
18 февраля 3 «тридцатьчетвёрки» гвардии лейтенанта Тулупова и гвардии младших лейтенантов Депутатова и Борисова, находясь в засаде у местечка Камендин, заняли господствующую высоту и встретили огнём контратаку противника, пытавшегося сбросить наши войска с плацдарма. За первый день танкисты отразили 4 атаки и сожгли 22 танка и 6 бронетранспортёров врага. Ожесточённые атаки продолжались и в следующие дни.
20 февраля в самый разгар боя в люк механика-водителя попал снаряд. Гвардии старший сержант Налимов погиб, командира танка Тулупова с тяжёлыми ранами вынесли из горящей машины. Через два дня, 22 февраля, танкист скончался в медсанбате.
За 4 дня боёв с 17 по 20 февраля экипаж гвардии лейтенанта Тулупова уничтожил 9 танков, 4 бронетранспортёра, 1 самоходную установку и более 300 противников.
Указом Президиума Верховного Совета СССР от 28 апреля 1945 года за образцовое выполнение заданий командования и проявленные мужество и героизм в боях с немецко-вражескими захватчиками гвардии лейтенанту Тулупову Константину Павловичу присвоено звание Героя Советского Союза посмертно.
Был похоронен в местечке Палд. В 1950-е годы проводилось перезахоронение останков советских воинов на мемориалах крупных населённых пунктов. Прах К. П. Тулупова был перезахоронен как «неизвестный» в братскую могилу города Штурово.

## Награды
Награждён орденом Ленина.

## Память
- На здании Ярославского электровозоремонтного завода установлена мемориальная доска.
- Его имя увековечено на мемориале героев-земляков в городе Гаврилов-Яме.

## Комментарии
1. ↑  Деревня Кетошь (Кетоши)'"`UNIQ--ref-00000012-QINU`"' относилась к 1-му стану Ростовского уезда Ярославской губернии; не сохранилась'"`UNIQ--ref-00000013-QINU`"', ныне — территория сельского поселения Семибратово в Ростовском районе Ярославской области.